# Cantó d'Auberive

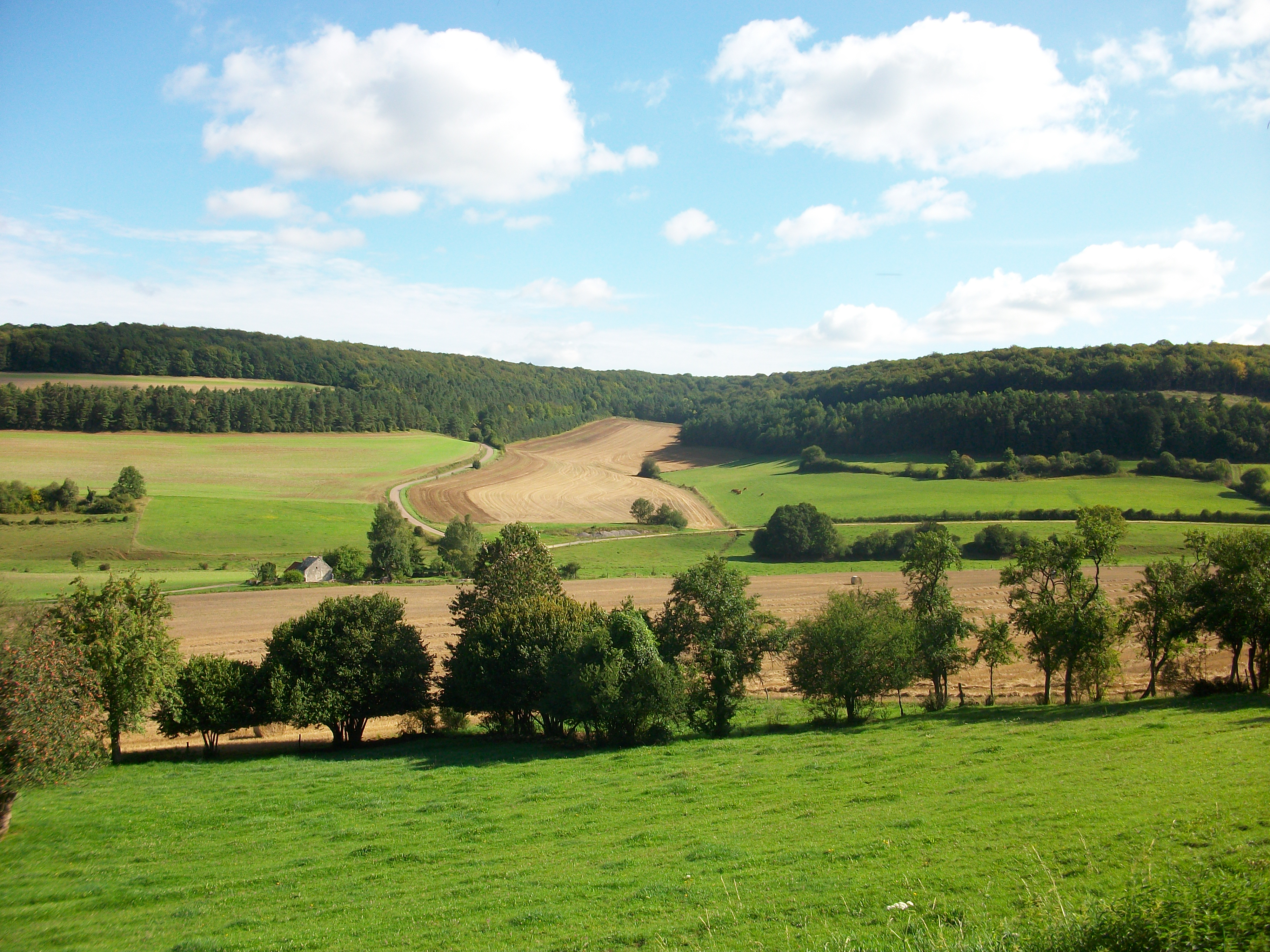
Paisatges al voltant del poble de Vitry-en-Montagne.

El cantó d'Auberive és un cantó francès del departament de l'Alt Marne, situat al districte de Langres. Té 20 municipis i el cap és Auberive.

## Municipis
- Arbot
- Auberive
- Aulnoy-sur-Aube
- Bay-sur-Aube
- Colmier-le-Bas
- Colmier-le-Haut
- Germaines
- Mouilleron
- Poinsenot
- Poinson-lès-Grancey
- Praslay
- Rochetaillée
- Rouelles
- Rouvres-sur-Aube
- Saint-Loup-sur-Aujon
- Ternat
- Vals-des-Tilles
- Villars-Santenoge
- Vitry-en-Montagne
- Vivey

## Història
| Data d'elecció                           | Identitat         | Partit                     | Qualitat |
| ---------------------------------------- | ----------------- | -------------------------- | -------- |
| 1945-1949                                | Mme Guénin        | MRP                        |          |
| 1949-1973                                | Jules Deloix      | radical                    |          |
| 1973-1979                                | M. Aubertot       | Divers droite              |          |
| 1979-1992                                | Henri Lodiot      | Divers droite              |          |
| 1992-2011                                | Didier Jannaud    | Divers gauche, després PRG |          |
| 2011-                                    | Patrick Berthelon | UMP                        |          |
| les dades anteriors no són pas conegudes |                   |                            |          |
|                                          |                   |                            |          |

## Demografia
| A partir de 1990: Població sense dobles comptes |